# 人類、環境與動物福利黨
人類、環境與動物福利黨（德語：Partei Mensch Umwelt Tierschutz），簡稱動物福利黨（Die Tierschutzpartei），是德國的一个政黨，其主要目標為將動物權利寫入德國基本法中。該黨主要立場為擺脫人類中心論，並希望停止動物試驗、鬥牛、打獵、皮草製造、馬戲團動物和經濟動物的使用，並鼓勵民眾改採植物性營養來源。在綠色政治中，該黨與聯盟90/綠黨立場近似，包括反對基因工程食品、減少交通汙染和反對核能。
2014年歐洲議會選舉中，該黨首次獲得1.25%選票，取得1席進入歐洲議會。